# Ángel Vicente Peñaloza
Pour les articles homonymes, voir Peñaloza.
Ángel Vicente Peñaloza, surnommé El Chacho, (Guaja, province de La Rioja, vice-royauté du Río de la Plata, 1798 – Olta, 1863) était un caudillo et chef militaire fédéraliste argentin, un des derniers chefs de cette tendance politique à s’être soulevé en armes contre le pouvoir central de Buenos Aires.
S’engageant très tôt aux côtés des fédéralistes, il servit d’abord sous Quiroga, et s'illustra entre autres dans la bataille de la Ciutadella, qui vit la victoire des fédéralistes sur les unitaires. Après la prise de pouvoir du fédéraliste Rosas, et l’assassinat de Quiroga, dont il rendit Rosas responsable, il noua plusieurs alliances et mena sans résultat diverses campagnes militaires contre la dictature centrale rosiste. Aussi finit-il, en 1845, par se résigner et devint un fidèle du régime. Après la victoire décisive de l’unitaire Bartolomé Mitre sur le dernier président fédéraliste Urquiza en 1861, il tenta une résistance désespérée, mais fut définitivement battu, puis assassiné, par les troupes unitaires. Le poète José Hernández composa un poème en son honneur.

## Lieutenant de Quiroga
Né le 2 octobre 1798 au sein d'une famille influente, dans le petit village de La Sierra de los Llanos, dans le sud de la province de La Rioja, il fut éduqué par un oncle prêtre, qui lui donna le sobriquet de « Chacho », formé par apocope de muchacho, gamin. Jeune encore, il devint officier de milice, sous le commandement de Juan Facundo Quiroga. En 1826, monté au grade de capitaine, il combattit dans la batailla de El Tala, lors de laquelle il fut grièvement blessé par l’armée unitaire conduite par Gregorio Aráoz de Lamadrid. Ce dernier cependant fut battu, et Peñaloza accéda au grade de capitaine de milices.
Par la suite, il se battit, en tant que membre de l’escorte de Quiroga, à Rincón de Valladares, dans la bataille de La Tablada et dans celle d’Oncativo. Après cette dernière, qui fut une victoire unitaire, il participa à la reconquête de La Rioja pour le parti fédéral, et s'illustra à la bataille de La Ciudadela, qui vit la défaite définitive des unitaires, et au cours de laquelle Peñaloza réussit l’exploit de capturer un canon, en le traînant avec son lasso jusqu’à ses propres lignes ; pour ce fait d’armes, Quiroga lui décerna le rang de lieutenant-major.
Après son retour à La Rioja, il fut commandant du département de Los Llanos, puis, après l’assassinat de Quiroga en 1836, aida le gouverneur de la province de San Juan, Martín Yanzón, à envahir La Rioja, entreprise qui se solda par une sévère défaite.

## La guerre contre Rosas
Bientôt pardonné par le nouveau gouverneur de San Juan, Tomás Brizuela, il accompagna celui-ci lorsqu’il se rallia, en défense de l'autonomie de sa province, à la Coalition du Nord dirigée contre Juan Manuel de Rosas (appartenant pourtant lui aussi au camp fédéraliste, mais de tendance portègne ; il se peut que Brizuela et Peñaloza, trompés par la propagande unitaire, eussent tenu Rosas pour coupable de la mort de Quiroga). Les unitaires, envers lesquels Brizuela et Peñaloza avaient de meilleures dispositions que Rosas, imposèrent à Peñaloza le colonel Joaquín Baltar comme second, qui se révélera être du plus mauvais conseil. Il appuya la campagne de Juan Lavalle dans sa province, et accompagna Gregorio Aráoz de La Madrid, son ancien ennemi, dans la campagne que celui-ci mena contre les provinces de San Juan et de Mendoza. Lors de la bataille de Rodeo del Medio, l’influence de Baltar l’empêcha de combattre, et fut une des causes de la défaite ; c’en était fini de la Coalition du Nord, et El Chacho dut fuir vers le Chili en 1841.
L’année suivante, il revint en Argentine en prenant part, accompagné de Yanzón et du colonel Santos de León, à une campagne absurde organisée depuis le Chili par les exilés unitaires. Seul le prestige de Peñaloza leur permit d’obtenir quelques succès, mais ceux-ci provoquèrent la réaction du gouverneur de San Juan, Nazario Benavídez, qui le pourchassa jusqu’à Tucumán et le battit. Peñaloza réussit de quelque manière à revenir à Los Llanos, où il fut une nouvelle fois battu par Benavídez, à Illisca, et s’enfuit derechef vers le Chili.
Il dirigea une deuxième invasion en 1845 et parvint à battre le gouverneur de la Rioja. Cependant, comprenant que sa cause était dépourvue de sens, il sollicita et obtint la protection de Benavídez. En 1848, celui-ci envoya Peñaloza, doté du grade de commandant de milices, déposer le gouverneur de La Rioja et nommer à sa place Manuel Vicente Bustos, qui le nomma commandant du département de Los Llanos.

## Caudillo des provinces de Cuyo
À partir de 1854, il devint commandant d’armes de la province, et l’année suivante monta au grade de général. Il jouissait d’un grand prestige auprès des gauchos humbles de La Rioja et des provinces voisines, et se comportait comme un des leurs, hormis lorsqu’il commandait dans l’armée ; en retour, eux aussi le considéraient comme leur protecteur, leur avocat, capable de résoudre les problèmes de chacun d'eux.
En octobre 1858, Nazario Benavídez fut assassiné par les partisans du gouverneur Gómez, à la suite de quoi El Chacho dirigea une campagne qui permit de mettre en œuvre l’intervention fédérale, telle que prévue par la Constitution argentine. Depuis lors, le président Justo José de Urquiza eut par lui un homme de confiance dans la zone.
En janvier 1860, il renversa le gouverneur Bustos, qui inclinait de plus en plus à un rapprochement avec les unitaires de Buenos Aires, et nomma à sa place le colonel Ramón Ángel. Peu après, il devint interventeur fédéral dans sa province.
Après la bataille de Pavón en 1861, qui vit la victoire définitive de Bartolomé Mitre sur Urquiza, la voie vers l'intérieur du pays était désormais libre aux unitaires. Le colonel Rivas se porta avec ses troupes vers Cuyo, tandis que le général Wenceslao Paunero marcha sur Catamarca ; tous deux lancèrent diverses expéditions contre La Rioja. Entre-temps, Peñaloza s’offrit à intercéder dans la guerre entre fédéralistes et unitaires du nord du pays. Cependant, cédant à la demande du gouverneur de Tucumán, Celedonio Gutiérrez, il s’unit à celui-ci, mais leurs troupes furent défaites par les unitaires. Il revint à La Rioja, toujours poursuivi par ses ennemis, qui le vainquirent dans plusieurs batailles encore. Les officiers faits prisonniers étaient fusillés, et de nombreux soldats torturés et décapités. La férocité même de la repression donna des forces aux fédéralistes pour la poursuite de la lutte. Domingo Faustino Sarmiento lui-même conseillait :

« Si Sandes tue des gens, ils n’ont qu’à se taire. Ce sont des animaux bipèdes de condition tellement perverse, que je ne sais ce que l’on obtiendrait en les traitant mieux. »
Malgré sa supériorité numérique et sa capacité de mouvement, Peñaloza fut vaincu à plusieurs reprises par les troupes mitristes mieux armées et dotées d’équipements plus modernes (fusils à répétition, mitrailleuses). Après avoir mis le siège devant la ville de San Luis, il obtint début 1862 la signature d’un traité de paix, dit traité de La Banderita, par lequel lui étaient offertes certaines garanties, en particulier le pardon et l’amnistie pour les vaincus. À l’heure d’échanger les prisonniers, Peñaloza, dit-on, remit les siens, mais n’en reçut aucun : tous ses hommes avaient été fusillés. En 1863, le gouverneur de San Luis, Juan Barbeito, repoussa une nouvelle invasion de troupes restées loyales à Peñaloza, lesquelles avaient, avec une réussite partielle, fait incursion dans la zone nord de la province.

## La défaite
Peñaloza, constatant que les militaires censés appliquer le traité ne cessaient de persécuter ses alliés, se souleva à nouveau en armes en mars 1863. Il remporta plusieurs victoires dans les provinces de San Luis, de Córdoba, de Catamarca et de Mendoza, et réussit même à déposer le gouverneur de La Rioja.
Fin mars, El Chacho écrivit au président Bartolomé Mitre :

« Les gouverneurs de ces peuples, convertis en bourreaux des provinces... déportent et donnent l’ordre de tuer sans autre forme de procès des citoyens respectables, coupables d’aucun autre crime que d’avoir appartenu au parti fédéraliste... Les hommes, n’ayant plus rien à perdre que leur existence même, aimeraient tous mieux la sacrifier sur le champ de bataille. »
L’appel à la lutte se faisait au nom d’Urquiza, de la part de qui les insurgés escomptaient de l’aide ; Urquiza cependant n’appuya aucunement la révolte, voire la condamna publiquement. Le gouverneur Sarmiento, désigné Directeur de la Guerre contre Peñaloza par le ministre de la Guerre Gelly y Obes, écrivit au président :

« N’économisez pas le sang des gauchos, c’est la seule chose d’humain qu’ils aient. »
Mitre répondit :

« Je veux faire dans La Rioja une guerre de police : déclarer malfaiteurs les montoneros, sans leur faire l’honneur du statut d'opposants politiques ― ce qu’il y a à faire est en somme très simple. »
Ils furent tenus hors la loi, et par conséquent, on était habilité à les exécuter à mesure qu’on les capturait. Les officiers unitaires, une fois de plus, se laissèrent aller à massacrer leurs ennemis vaincus.
Le 20 mai 1863, les troupes du Chacho affrontèrent à Lomas Blancas (dans le département de Los Llanos) un contingent de 600 hommes d’infanterie et de cavalerie des forces de Paunero, commandé par Ambrosio Sandes, Pablo Irrazábal, Ignacio Segovia et Julio Campos. La victoire fut remportée de justesse par Peñaloza.
Le 10 juin se produisit à Córdoba une révolution, menée par le parti fédéraliste (surnommé russe) et par les libéraux modérés, qui destitua le gouverneur Justiniano Posse, imposé par la force des armes l’année d’auparavant par l’armée nationale commandée par Paunero. El Chacho, convoqué par les révolutionnaires, entra dans la ville de Córdoba le 14 juin. Entre-temps, Paunero réunit une armée de 3 000 hommes et se dirigea vers la ville. Peñaloza, désirant épargner des souffrances à la ville, se porta vers la plaine avec ses troupes pour affronter Paunero. Celui-ci le battit le 28 juin à Las Playas, les montoneros subissant dans la bataille 300 morts et un nombre indéterminé de blessés ; 720 furent faits prisonniers, et les officiers parmi eux furent quasi tous fusillés.
Le caudillo s’enfuit à Los Llanos, de là vers le nord, en direction de la cordillère, puis, par l’ouest de la province, de nouveau vers Los Llanos. De cette manière, il détruisit les chevaux de l’ennemi et les désorienta totalement. Ensuite, il envahit la province de San Juan, et fut en passe de s’emparer de la capitale. Il fut cependant vaincu à Los Gigantes par le colonel Pablo Irrazábal.

## Épilogue
Le vainqueur le poursuivit jusqu’à Los Llanos, et le 12 novembre 1863, Peñaloza dut se rendre au commandant Vera, lui remettant son poignard, la dernière arme qui lui restait. Mais Irrazábal arriva une heure plus tard et l’assassina avec sa lance, puis ordonna à ses soldats de le cribler de balles.
Sa tête fut coupée et fichée sur la pointe d’un poteau sur la place d'Olta. Une de ses oreilles présida longtemps les réunions de la bonne société de la province de San Juan. Son épouse, Victoria Romero, fut obligée, attachée par des chaînes, de balayer la grand’place de San Juan.
En apprenant la nouvelle, Sarmiento s’exclama :
« Je ne sais ce que l’on pensera de l’exécution du Chacho ; quant à moi, inspiré des hommes pacifiques et honorables, j’ai applaudi à cette mesure, précisément pour sa forme. Si on n’avait pas coupé la tête à ce chenapan invétéré, la racaille ne se serait pas calmée avant six mois. »
Très peu de temps après, il eut pourtant déjà un défenseur : le poète José Hernández en effet publia son Vida del Chacho. Un peu plus tard, le poète Olegario Víctor Andrade écrivit en son hommage l’un de ses plus beaux poèmes. Deux ou trois décennies après, la province de La Rioja elle-même l’éleva officiellement au rang de héros. Son coutelas, exposé au Musée d’histoire de La Rioja, porte cette inscription, si propre à le caractériser : Naides, más que naides, y menos que naides ('personne, plus que personne, et moins que personne').

## Sources
- Fermín Chávez, Vida del Chacho, Ediciones Theoria, Buenos Aires, 1974.
- Armando R. Bazán, Historia de La Rioja, éd. Plus Ultra, Buenos Aires, 1991.
- Félix Luna, Los caudillos, éd. Peña Lillo, Buenos Aires, 1971.
- Ricardo Mercado Luna, Los coroneles de Mitre, éd. Plus Ultra, Buenos Aires, 1974.
- Juan Beverina, Las campañas de los ejércitos libertadores 1838-1852, Buenos Aires, 1923.
- Efraín Bischoff, Historia de Córdoba, éd. Plus Ultra, Buenos Aires, 1989.
- José Antonio Zinny, Historia de los gobernadores de las Provincias Argentinas, Ed. Hyspamérica, 1987.